# Los novios búlgaros
Los novios búlgaros (internacionalmente Bulgarian lovers) fue la última película dirigida por el realizador español Eloy de la Iglesia. Estrenada en 2003 se trata de una comedia dramática y supuso el regreso a la gran pantalla del director después de 17 años. Cosechó una buena acogida entre la crítica y obtuvo el premio a la mejor película de temática gay en el Festival de Cine LGTB de Filadelfia (Estados Unidos).
Basada en la novela homónima de Eduardo Mendicutti la trama gira en torno a un homosexual bien posicionado y de vida acomodada que ve cambiado su mundo con la irrupción de un seductor búlgaro sin escrúpulos del que se enamora perdidamente. El reparto, encabezado por Fernando Guillén Cuervo y Dritan Biba, cuenta con algunos actores que ya trabajaron con el realizador como Emma Penella o Simón Andreu.

## Sinopsis
Daniel Vergara (Fernando Guillén Cuervo) es un homosexual de cuarenta años que disfruta de una desahogada posición social. Reside en un confortable piso, en un buen barrio de Madrid, ejerce como abogado en un respetable bufete y mantiene una cordial relación con su conservadora familia. Junto a sus amigos frecuenta Chueca, el barrio gay de la capital, para conocer y disfrutar de encuentros casuales con chicos guapos y chaperos, especialmente eslavos, que son su debilidad. 
En una terraza de Chueca conoce por casualidad a Kyril (Dritan Biba), un joven, pícaro y atractivo búlgaro heterosexual de 23 años sin demasiados escrúpulos, del que se enamora perdidamente. Muy pronto Kyril, consciente de la atracción que Daniel siente por el, empieza a pedirle favores que bordean, cuando no infringen, la legalidad. Además se trae de Bulgaria a su novia Kalina (Anita Sinkovic) y la instala en casa de su amigo. Para estas alturas Daniel es perfectamente consciente de que está siendo utilizado por su amante búlgaro pero se dice a sí mismo que lo hace para ayudarle a salir adelante, incapaz de reconocer que está vendido a su pasión. 
A pesar de todas las aventuras y desventuras que le suceden Daniel sigue apoyando las peligrosas actividades de Kyril que incluyen encuentros con la mafia del este de Europa a cuenta del tráfico de uranio. Finalmente Kyril le pide que asista a su boda con Kalina en Bulgaria, cosa que Daniel acabará haciendo. A su regreso a Madrid, triste y desolado al comprobar que su romance ha terminado, Daniel se reencontrará con uno de los invitados a la boda con quien volverá a emprender una nueva relación.

## Reparto
- Fernando Guillén Cuervo - Daniel
- Dritan Biba - Kyril
- Pepón Nieto - Gildo
- Roger Pera - Abogado
- Anita Sinkovic - Kalina
- Fernando Albizu - Mogambo
- Roman Luknár - Simeón
- Simón Andreu - Padre de Daniel
- Julia Martínez - Madre de Daniel
- Gracia Olayo - Rosita
- Emma Penella - Remedios
- Aure Sánchez - Bambi
- Shai Bercovich - Vladimir
- Alberto Lozano - Taxista
- Óscar Iniesta - Emil

## Producción
Después de un parón de varios años en la realización de películas, su anterior largometraje La estanquera de Vallecas se estrenó en 1987, Eloy de la Iglesia encontró financiación por parte de Pedro Olea, Eduardo Campoy, Fernando Guillén Cuervo y Jesús García Ciordia para rodar la que sería su última película. El presupuesto total de la película fue de 2.000.000 de euros aunque la recaudación en carteleras apenas llegó a los 380.000 euros.

La virgen de Lourdes que ha hecho posible el proyecto.
Eloy de la Iglesia, sobre los productores Pedro Olea, Jesús García Ciordia, Fernando Guillén Cuervo y Eduardo Campoy en Diario El País (2002) 

Para la adaptación de la novela homónima de Eduardo Mendicutti, publicada en 1993, el equipo de guionistas incluyó a De la Iglesia y a Mendicutti, agregándose Fernando Guillén Cuervo y Antonio Hens. Aunque el resultado final mantiene algunas diferencias con la trama y el tono mostrado en la novela el resultado final fue del agrado del director y del escritor.

Eduardo (Eduardo Mendicutti) era muy favorable a que hiciera la película, y no sé si le ha gustado o no, pero sí que le emocionó. (...) Donde más me he liberado ha sido en que los personajes tuvieran pluma cuando la tenían que tener.
Eloy de la Iglesia, sobre Los amantes búlgaros en Diario Córdoba (2003) 

En la selección del elenco influyó el hecho de que los actores que encarnan los personajes originarios de Bulgaria debían conocer con fluidez ambos idiomas. Finalmente durante el casting se optó por Ditran Biba, que encarna a Kyril, un actor de origen albanés. Para el rol de la novia de Kyril, Kalina, se optó por Anita Sinkovic de origen croata.

## Recepción
Los novios búlgaros tienen una percepción mixta, negativa y positiva, en los portales de información cinematográfica. En IMDb, basándose en 774 votos, obtiene una puntuación de 5,8 sobre 10. FilmAffinity España le otorga un 4,1 sobre 10 basándose en 892 votos.
Mirito Torreiro, en la revista Fotogramas, le otorga 4 estrellas de 5 destacando "Nada hacía prever que el regreso al cine, después de 17 años, de Eloy de la Iglesia, un cineasta esencial en los tiempos de la Transición y los primeros 80, iba a saldarse con un resultado tan positivo.(...) nuestro hombre, que ha hecho de la provocación su arma, ahora y siempre, vuelve a sorprender con la impecable puesta en escena (es Los novios búlgaros el film mejor rodado de un cineasta que jamás ha hecho de la delicadeza y el trazo fino su marca de estilo) de una historia triste (...) matizadamente triste, no llorona ni lastimera".
César Sabater en el portal fandigital.es reseña "La historia funciona perfectamente durante casi todo su metraje; y digo casi porque la historia su mueve en todo momento en un tono realista pero se intenta introducir otra trama en mitad de la película que no acaba de funcionar, ya que el tono de ésta es más acorde con episodios del Inspector Gadget -delirante escena de con residuos nucleares incluidos-".
Diego Vázquez en labutaca.net otorga una puntuación de 7 sobre 10 a la película indicando "Eloy ha vuelto con toda su fuerza, rodando el film que le ha venido en gana como le ha venido en gana, y aunque el resultado no cabría calificarlo objetivamente de bueno, sí que por varios motivos se hace absolutamente necesario en nuestros días, a pesar de su obligada etiqueta de rara avis".